# Koh Sotin
Koh Sotin (tiếng Khmer: ស្រុកកោះសុទិន) là một huyện (srok) thuộc tỉnh Kampong Cham, Campuchia. Huyện lị là Chi Haer nằm cách tỉnh lỵ Kampong Cham 10 km qua đường thủy, nhưng khaongr 42 km nếu đi bằng đường bộ. Huyện nằm ở bờ nam của sông Mekong và bao gồm cả các cù lao Koh Sothin và Koh Mitt.

## Vị trí
Koh Sotin nằm ở phía nam của tỉnh Kampong Cham. Sông Mekong tạo thành ranh giới phái bắc của huyện. Theo chiều kim đồng hồ từ phía bắc, Koh Sotin có ranh giới với các huyện Kang Meas và Kampong Siem ở phía bắc và huyện Kampong Cham ở phía đông bắc. Tbong Khmom và Ou Reang Ou ở phía đông. Phía nam là huyện Sithor Kandal của tỉnh Prey Veng và huyện Srei Santhor nằm ở ranh giới phía tây.

## Hành chính
| Khum (Xã)      | Phum (Làng) |
| -------------- | --- |
| Kampong Reab   | Kaoh Chen Kraom, Kaoh Chen Leu, Kampong Reab Leu, Kampong Reab Kraom, Kampong Sdei Leu, Kampong Sdei Kraom, Kampong Sdei Kandal, Kampong Sdei Knong |
| Kaoh Soutin    | Phum Muoy, Phum Pir, Phum Bei, Phum Buon, Phum Pram, Phum Prammuoy, Phum Prampir, Phum Prambei, Phum Prambuon, Phum Dab, Phum Dabmuoy, Phum Dabpir, Phum Dabbei, Phum Dabbuon |
| Lve            | Damnak Svay, Roka Kaong, Preaek Kol, Bat Srei Totueng, Ambaeng Ches, Lve Leu, Lve Kraom, Tumpung, Preaek Ta Kae, Preaek Changkran |
| Moha Leaph     | Chong Preaek, Moha Leaph Cheung, Moha Leaph Tboung, Roka Kaong Tboung, Roka Kaong Cheung, Damnak Pring Kaeut, Damnak Pring Lech, Roat Muni, Chrouy Saset, Preaek |
| Moha Khnhoung  | Khpob, Mohasiek Leu, Mohasiek Kraom, Kampong Chamlang, Khnhoung Leu, Kandal Khnhoung, Chong Khnhoung, Angkor Chey Leu, Angkor Chey Kraom |
| Peam Prathnuoh | Phsar Thmei, Peam, Thmei, Krapeu Korm, Pak Nam, Chi Haer, Samraong, Moha Leaph, Pongro, Tuol Kdol, Veal, Tuol Kambot, Tuol Theat |
| Pongro         | Kampong Ov Chrueng, Preaek Rumdeng Kaeut, Preaek Rumdeng Lech, Pongro Kaeut, Pongro Lech, Daeum Sdau, Pak Nam, Anlong Doung |
| Preaek Ta Nong | Preaek Ta Nong Muoy, Preaek Ta Nong Pir, Preaek Ta Nong Bei, Preaek Ta Nong Buon, Preaek Ta Nong Pram, Preaek Ta Nong Prammuoy, Preaek Ta Nong Prampir, Preaek Ta Nong Prambei, Preaek Ta Nong Prambuon, Preaek Ta Nong Dab, Preaek Ta Nong Dabmuoy, Preaek Ta Nong Dabpir, Preaek Ta Nong Dabbei |

## Nhân khẩu
Huyện được chia thành 8 xã (khum) và 85 làng (phum). Theo thống kê năm 1998 huyện có dân số là 70.672 người thuộc 14.187 hộ gia đình.